# سیمرایز
سیمرایز (انگلیسی: Symrise) شرکت صنایع شیمیایی آلمانی است، که در سال ۲۰۰۳ تأسیس شد.
سیمرایز با فروش ۴٫۶۱۸ میلیارد یورو در سال ۲۰۲۲، تولیدکننده عمده طعم و عطر است. رقبای اصلی شامل ژیوودا، تاکاساگو، اینترنشنال فلیورز و دوهلر است. سیمرایز عضو انجمن طعم اروپا است.
در سال ۲۰۲۱، سیمراز توسط لیست ۵۰ شرکت برتر جهانی طعم و عطر غذا در FoodTalks در رتبه ۴ قرار گرفت.

## تاریخ
سیمرایز در سال ۲۰۰۳ با ادغام شرکت های تابعه بایر یعنی شرکت هارمن و رایمر و شرکت دراگوکو، هر دو در Holzminden، آلمان تاسیس شد.

### هارمن و رایمر
هارمن و رایمر (H&R) در سال ۱۸۷۴ توسط شیمیدانان فردیناند تیمان و ویلهلم هارمان پس از اینکه موفق شدند برای اولین بار وانیلین را از مخروطیان سنتز کنند، تأسیس شد. هلتسمیندن مکانی بود که وانیلین برای اولین بار به صورت صنعتی تولید شد.
در سال ۱۹۱۷، H&R از پروژه سه ساله ناموفق لئوپولد روژیکچا برای سنتز آهن، عطری از بنفشه، حمایت کرد.
در سال ۱۹۵۳، H&R توسط بایر خریداری شد.

### دراگوکو
دراگوکو در سال ۱۹۱۹ توسط کارل-ویلهلم گربردینگ و پسر عمویش آگوست بلمر تأسیس شد.
هورست-اتو گربردینگ، دارنده اکثریت و رئیس هیئت اجرایی دراگوکو، تمام سهام خود را در شرکت جدید سیمرایز قرار داد و ادغام در ۲۳ می ۲۰۰۳ تکمیل شد.

### تاریخچه از سال ۲۰۰۳
در آوریل ۲۰۰۵، سیمرایز، شرکت فلیورز دایرکت، یک تولیدکننده طعم‌ها و چاشنی‌های ترکیبی در بریتانیا را خریداری کرد.
در ژانویه ۲۰۰۶، سیمرایز، شرکت Kaden Biochemicals GmbH مستقر در هامبورگ، تولید کننده عصاره های گیاهی ویژه را خریداری کرد.
در نوامبر ۲۰۰۶، سیمرایز برنامه‌های خود را برای فروش سهام به ارزش ۶۵۰ میلیون یورو در یک IPO اعلام کرد. این شرکت همچنین اعلام کرد که سهامداران اصلی آن از جمله EQT نیز سهامی را به ارزش نامشخصی به فروش خواهند رساند. IPO بیش از ۵۰ درصد از سهام سیمرایز را به صورت شناور آزاد باقی می گذارد. دویچه بانک و UBS این فهرست را در ۱۱ دسامبر ۲۰۰۶ انجام دادند. سیمرایز با نماد معاملاتی SY1 در بورس اوراق بهادار فرانکفورت پذیرفته شد. با ۸۱٬۰۳۰٬۳۵۸ سهام به قیمت انتشار ۱۷٫۲۵ یورو برای حجم کل ۱٫۴ میلیارد یورو، این بزرگترین عرضه عمومی آلمان در سال ۲۰۰۶ بود.
در ۱۹ مارس ۲۰۰۷، سیمرایز به شاخص سهام MDAX آلمان اضافه شد.
در مارس ۲۰۱۳، سیمرایز سازنده عطر Belmay Fragrances متعلق به ایالات متحده را به مبلغی نامشخص خریداری کرد.
در ۱۲ آوریل ۲۰۱۴، سیمرایز خرید گروه Diana یکی از تولید کنندگان پیشرو طعم های طبیعی و شماره ۱ جهانی برای محلول های غذای حیوانات خانگی را اعلام کرده بود.[۱۰] این معامله در ۲۹ ژوئیه ۲۰۱۴ بسته شد و ارزش آن حدود ۱٫۳ میلیارد یورو سهام و بدهی بود.
در نوامبر ۲۰۲۰، سیمرایز قرارداد خرید خود را با Sensient Technologies Corporation اعلام کرد تا تجارت عطر آن را به دست آورد.